# 2-フロイルCoAデヒドロゲナーゼ
2-フロイルCoAデヒドロゲナーゼ(2-furoyl-CoA dehydrogenase)は、次の化学反応を触媒する酸化還元酵素である。
反応式の通り、この酵素の基質は2-フロイルCoAと水と受容体、生成物はS-(5-ヒドロキシ-2-フロイル)CoAと還元型受容体である。補因子として銅を用いる。
組織名は2-furoyl-CoA:acceptor 5-oxidoreductase (hydroxylating)で、別名にfuroyl-CoA hydroxylase, 2-furoyl coenzyme A hydroxylase, 2-furoyl coenzyme A dehydrogenase, 2-furoyl-CoA:(acceptor) 5-oxidoreductase (hydroxylating)がある。